# International Center of Photography
Het International Center of Photography, opgericht in 1973, is een fotografiemuseum, school en onderzoekscentrum in New York in de Verenigde Staten. Het is de gastheer van de Infinity Awards, gestart in 1985 om de aandacht van het publiek te laten richten op uitstekende prestaties in fotografie door "het eren van individuen met onderscheiden carrières in het veld, en het identificeren van toekomstige individuen met een grote carrière in het vooruitzicht".